# Neibert (Virginia Occidental)
Neibert es un lugar designado por el censo ubicado en el condado de Logan en el estado estadounidense de Virginia Occidental. En el Censo de 2010 tenía una población de 183 habitantes y una densidad poblacional de 112,15 personas por km².

## Geografía
Neibert se encuentra ubicado en las coordenadas 37°47′0″N 81°55′51.03″O / 37.78333, -81.9308417. Según la Oficina del Censo de los Estados Unidos, Neibert tiene una superficie total de 1.63 km², de la cual 1.59 km² corresponden a tierra firme y (2.86%) 0.05 km² es agua.

## Demografía
Según el censo de 2010, había 183 personas residiendo en Neibert. La densidad de población era de 112,15 hab./km². De los 183 habitantes, Neibert estaba compuesto por el 99.45% blancos, el 0.55% eran afroamericanos, el 0% eran amerindios, el 0% eran asiáticos, el 0% eran isleños del Pacífico, el 0% eran de otras razas y el 0% pertenecían a dos o más razas. Del total de la población el 0% eran hispanos o latinos de cualquier raza.